# Ґраціано Россі
Ґраціа́но Ро́ссі (італ. Graziano Rossi; нар. 14 березня 1954, Пезаро) —  італійський мотогонщик, 3-разовий переможець мотогонок Gran-Prix. Батько та перший тренер видатного мотогонщика сучасності, багаторазового чемпіона світу Валентино Россі.
Граціа́но почав ганятися в чемпіонатах світу з 1978 року за заводську команду Suzuki, в класі мотоциклів об'ємом 500cc. Але найуспішнішим роком у нього був 1979, коли він виступав за «стайню» Morbidelli, та здобув три перемоги в класі мотоциклів об'ємом 250cc.